# Katolická univerzita v Ružomberku
Katolická univerzita v Ružomberku (slovensky Katolícka univerzita v Ružomberku) je slovenská veřejná vysoká škola se sídlem v Ružomberku. Tato katolická univerzita byla založena v roce 2000. Jejím zřizovatelem je Konference biskupů Slovenska, jejím velkým kancléřem arcibiskup košický. V letech 2013 až 2014 byla poznamenána aférou týkající se neprůhledného financování na její pedagogické a filosofické fakultě, jemuž se tehdejší rektor prof. ThDr. Tadeusz Zasępa pokoušel zabránit.
Současným rektorem je Mons. prof. ThDr. Jozef Jarab.

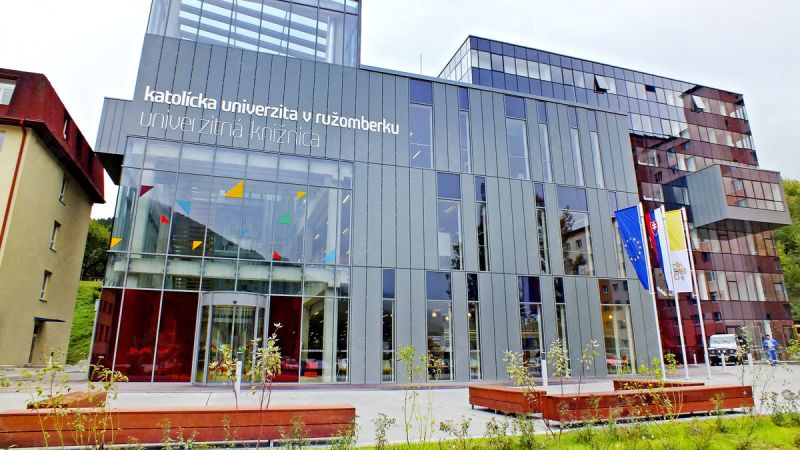
Hlavní budova nové moderní Knihovny Katolické univerzity v Ružomberku postavená v roce 2013 v univerzitním kampusu

 V roce 2013 byla v univerzitním kampusu postavena nová moderní budova pro univerzitní knihovnu, která poskytuje služby studentům, akademické obci i veřejnosti.

## Fakulty
- Filosofická fakulta Katolické univerzity v Ružomberku
- Pedagogická fakulta Katolické univerzity v Ružomberku
- Teologická fakulta Katolické univerzity v Ružomberku
- Fakulta zdravotnictví Katolické univerzity v Ružomberku